# Jacksonia ramosissima
Jacksonia ramosissima är en ärtväxtart som beskrevs av George Bentham. Jacksonia ramosissima ingår i släktet Jacksonia och familjen ärtväxter. Inga underarter finns listade i Catalogue of Life.